# Franz von Kober

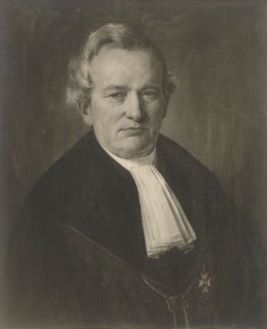
Franz von Kober (historische Fotografie eines Gemäldes von Roland Risse (1878) in der Tübinger Professorengalerie)

Franz Kober, ab 1877 von Kober, (* 6. März 1821 in Warthausen; † 28. Januar 1897 in Tübingen) war deutscher katholischer Theologe, Priester und Professor für katholische Theologie an der Universität Tübingen.

## Leben
Franz Kober besuchte von 1832 bis 1836 die Lateinschule in Biberach und von 1836 bis 1840 das Obergymnasium in Ehingen. Von 1840 bis 1844 studierte er Philosophie und Theologie in Tübingen. Er wurde 1845 zum Priester geweiht und wurde Vikar in Ulm. 1853 erhielt er einen Ruf als außerordentlicher Professor an die Universität Tübingen und wurde dort 1857 ordentlicher Professor für katholisches Kirchenrecht. 1877 promovierte er zum Dr. theol.

## Ehrungen
1877 wurde Franz Kober mit dem Ritterkreuz erster Klasse des Ordens der Württembergischen Krone ausgezeichnet, welcher mit dem persönlichen Adelstitel (Nobilitierung) verbunden war.

## Schriften
- Der Kirchenbann nach den Grundsätzen des canonische Rechts dargestellt. Laupp, Tübingen 1857 (2. Aufl. 1863).
- Eine Abhandlung über die Strafe der Suspension. Tübingen 1859.
- Die Suspension der Kirchendiener nach den Grundsätzen des canonischen Rechts. Laupp, Tübingen 1862.
- Die Deposition und Degration nach den Grundsätzen des kirchlichen Rechts. Laupp, Tübingen 1867.